# Carl Christian Bry
Carl Christian Bry, eigentlich Carl Decke (* 12. April 1892 in Stralsund; † 9. Februar 1926 in Davos), war ein deutscher Schriftsteller.

## Leben
Carl Christian Bry war Sohn des Schlächtermeisters Hermann Traugott Paul Decke und dessen Ehefrau Johanne Wilhelmine Caroline, geb. Telschow. Sie wohnten in Stralsund in der Wasserstraße 12.
Sein Vater (1856–1936) war Inhaber eines großen Metzgereigeschäftes und stammte aus Neumarkt (poln. Środa Śląska) in Schlesien. Seine Mutter (1857–1922) stammte aus Glashagen, Kreis Grimmen, heute ein Ortsteil der Gemeinde Wittenhagen. Sie arbeitete in Stralsund als Dienstmädchen. Die Ehe der Eltern wurde am 4. April 1883 in Stralsund geschlossen. Die mütterliche Linie dieser Familie stammte aus den Niederlanden; Bry nahm diesen Namen als seinen Schriftstellernamen an, wobei er das „y“ deutsch wie „i“ aussprach. Bry starb relativ früh in Davos, am 9. Februar 1926 im Alter von 33 Jahren an Tuberkulose.
Bry studierte bei Georg Simmel und Max Dessoir und anderen in München und anderenorts Philosophie, Geschichte, Jurisprudenz, Theaterwissenschaft, ein Studium Generale, verdiente Geld nebenbei als Kritiker und Verfasser von Manuskripten. Früh kam er, trotz körperlicher Behinderung, zu gesichertem Einkommen, er arbeitete als Theaterkritiker und Stummfilmautor und trat 1915 ins Verlagsgeschäft ein. In der Zeit der Novemberrevolution 1918 kam es dazu, dass eine latente Tuberkulose virulent wurde. Am Ende der Erkrankung stand dann der frühe Tod.
Bry ist vor allem bekannt durch seine Beschreibung und Erklärung geistiger Irrwege unter dem Titel Verkappte Religionen. Ein Beispiel: „Auch der Hinterweltler sieht die ganze Welt neu. Aber ihm dienen alle Dinge nur zur Bestätigung seiner Monomanie. […] Dem Hinterweltler schrumpft die Welt ein. Er findet in allem und jedem Ding nur noch die Bestätigung seiner eigenen Meinung. Das Ding selbst ergreift ihn nicht mehr. Er kann nicht mehr ergriffen werden; soweit ihn die Dinge noch angehen, sind sie ihm nichts als Schlüssel zur Hinterwelt. Man kann das beinahe experimentell nachweisen. Man spreche einmal mit einem Menschen, dem etwa der Antisemitismus zur verkappten Religion geworden ist, über das Salzfaß auf dem Eßtisch. Sein besessener, nach Bestätigungen hungernder Geist wird nach zwei Sätzen bei der These angekommen sein, daß schon die alten Juden beim Salzhandel aus Phönizien betrogen hätten oder daß der Prozentsatz jüdischer Angestellter in den staatlichen Salinen natürlich viel zu hoch sei. Er ist positiv unfähig geworden, ein Salzfaß zu sehen. Er erblickt es nicht mehr in seiner Nüchternheit oder in seiner Schönheit, als Salzbehälter oder als Behälter von Streit und Tränen, als Gradmesser der ehelichen Liebe, als Anzeiger der Reinlichkeit im Haushalt oder als Mittel, frische Weinflecken aus dem Tischtuch zu entfernen. Er sieht darin nur noch etwas, was ein anderer auch bei regster Phantasie in dem Salzfaße nicht finden kann: den Juden.“

## Werke
- Die Unwelt. Eine Menschenkunde jüngster Dichtung in vier Einzelteilen. (nur Teil 1: „Die Oberwelt“?) Die Heimkehr, München-Pasing 1920.
- Des Buches Werdegang und Schicksal. Vom Schreibtisch des Dichters bis zum Bücherschrank des Lesers. Dürr und Weber, 1924.
- Verkappte Religionen. Kritik des kollektiven Wahns. Verlag Friedrich Andreas Perthes, Gotha/Stuttgart 1924. (Neu hrsg., mit e. Vorwort von Martin Gregor-Dellin, Franz Ehrenwirth Verlag, München 1979.)
- Der Hitler-Putsch. Berichte und Kommentare eines Deutschland-Korrespondenten (1922–1924) für das „Argentinische Tag- und Wochenblatt“. Hrsg. von Martin Gregor-Dellin. Greno Verlag, Nördlingen 1987.